# Aristidis Rubenian
Aristidis Rubenian –en griego, Αριστίδης Ρουμπενιαν; en armenio, Հարութիկ Ռուբենյան, Harutik Rubenian– (5 de julio de 1966) es un deportista griego de origen armenio que compitió en lucha grecorromana. Ganó dos medallas en el Campeonato Europeo de Lucha, plata en 1994 y bronce en 1988.

## Palmarés internacional
| Representando a la URSS |                   |                   |           |
| Campeonato Europeo      |                   |                   |           |
| Año                     | Lugar             | Medalla           | Categoría |
| 1988                    | Kolbotn (Noruega) | Medalla de bronce | 62 kg     |
| Representando a Grecia  |                   |                   |           |
| Campeonato Europeo      |                   |                   |           |
| Año                     | Lugar             | Medalla           | Categoría |
| 1994                    | Atenas (Grecia)   | Medalla de plata  | 57 kg     |